# Liste der Kreisstraßen im Landkreis Holzminden

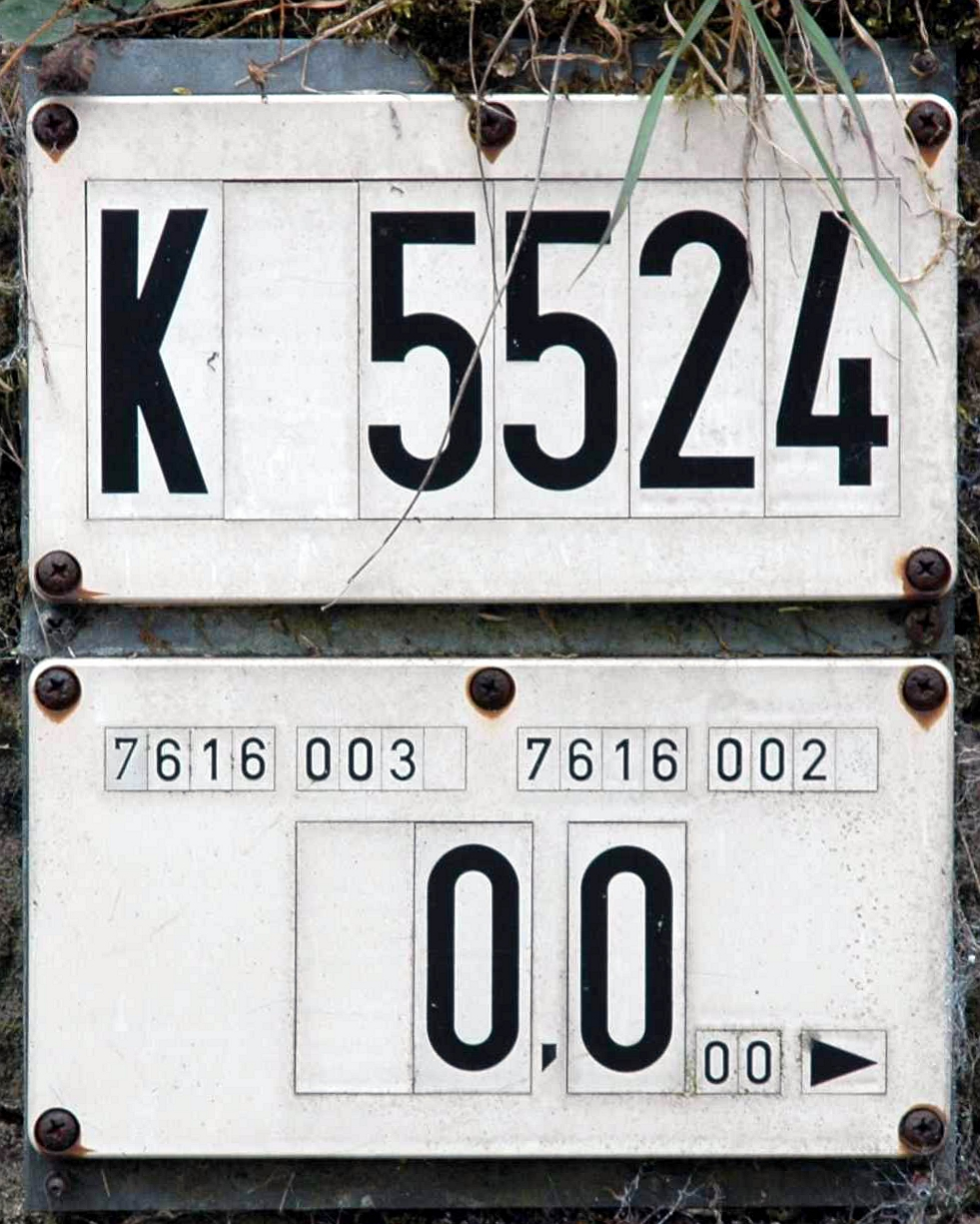
Stationszeichen

Die Liste der Kreisstraßen im Landkreis Holzminden führt alle Kreisstraßen im niedersächsischen Landkreis Holzminden auf.

## Abkürzungen
- K: Kreisstraße
- L: Landesstraße

## Liste
Nicht vorhandene bzw. nicht nachgewiesene Kreisstraßen werden in Kursivdruck gekennzeichnet, ebenso Straßen und Straßenabschnitte, die unabhängig vom Grund (Herabstufung zu einer Gemeindestraße oder Höherstufung) keine Kreisstraßen mehr sind.
Der Straßenverlauf wird in der Regel von Nord nach Süd und von West nach Ost angegeben.
| Nr.  | Verlauf |
| ---- | --- |
| K 5  | (K 18 im Landkreis Hameln-Pyrmont) – Kreisgrenze – L 588                                                             |
| K 6  | Wegensen – L 588 |
| K 7  | L 588 – Dohnsen – in Halle                                                                                           |
| K 8  | (K 20 im Landkreis Hameln-Pyrmont) – Kreisgrenze – Heyen – L 424 – K 10 – Daspe – K 9 – in Hehlen                    |
| K 9  | (K 22 im Landkreis Hameln-Pyrmont) – Kreisgrenze – K 8 in Daspe                                                      |
| K 10 | K 8 in Heyen – K 18 in Bodenwerder                                                                                   |
| K 11 | in Hehlen – Brökeln – K 12 – Hohe – K 38 –                                                                           |
| K 12 | in Bodenwerder – K 11 in Brökeln                                                                                     |
| K 13 | Kreipke – L 424 |
| K 14 | in Halle – Hunzen – K 15 – Dielmissen –                                                                              |
| K 15 | K 14 in Hunzen – |
| K 16 | Tuchtfeld – |
| K 17 | K 18 in Linse – Buchhagen – Westerbrak – Kirchbrak – K 23 – Oelkassen – K 22 – in Scharfoldendorf                    |
| K 18 | in Linse – K 17 – L 580 in Bodenwerder                                                                               |
| K 19 | L 484 in Holzen – |
| K 22 | K 17 in Oelkassen – – Lüerdissen –                                                                                   |
| K 23 | – Kirchbrak – K 17 – K 24 – Heinrichshagen                                                                           |
| K 24 | K 23 – Breitenkamp                                                                                                   |
| K 25 | K 32 – K 35 in Reileifzen                                                                                            |
| K 26 | L 462 – Kreisgrenze – (K 407 im Landkreis Hildesheim)                                                                |
| K 29 | L 462 in Hohenbüchen – L 484                                                                                         |
| K 31 | – Eimen – Kreisgrenze – (K 517 im Landkreis Northeim)                                                                |
| K 32 | (K 68 im Kreis Lippe, Nordrhein-Westfalen) – Landesgrenze – Polle – Weserfähre – K 25 – L 584 in Forst               |
| K 33 | L 584 in Lütgenade – K 35 – L 580                                                                                    |
| K 34 | (K 44 im Landkreis Hameln-Pyrmont) – Kreisgrenze – K 40                                                              |
| K 35 | L 580 in Rühle – Dölme – K 36 – Reileifzen – K 25 – K 59 – K 33 in Lütgenade                                         |
| K 36 | – Grave – Weserfähre – K 35                                                                                          |
| K 37 | L 580 in Golmbach – Holenberg – L 581                                                                                |
| K 38 | L 586 in Ottenstein – Ernestinental – K 11                                                                           |
| K 39 | (K 67 im Kreis Lippe, Nordrhein-Westfalen) – Landesgrenze – Vahlbruch – L 426 – K 40 in Glesse                       |
| K 40 | (K 42 im Landkreis Hameln-Pyrmont) – Kreisgrenze – Lichtenhagen – K 41 – K 34 – Glesse – K 39 – L 428 in Ottenstein  |
| K 41 | (K 43 im Landkreis Hameln-Pyrmont) – Kreisgrenze – Lichtenhagen – K 40 – L 428                                       |
| K 42 | L 583 in Stadtoldendorf – K 44 in Linnenkamp                                                                         |
| K 44 | L 546 in Wangelnstedt – Linnenkamp – K 42 – K 45 – Denkiehausen – K 46 – Kreisgrenze – (K 514 im Landkreis Northeim) |
| K 45 | Emmerborn – K 44 |
| K 46 | L 580 in Heinade – K 44 in Denkiehausen                                                                              |
| K 47 | L 583 in Stadtoldendorf – Deensen – L 580 – K 56 – Schorborn – Schießhaus                                            |
| K 48 | Hellental – L 580 in Merxhausen                                                                                      |
| K 50 | in Holzminden – K 57 – Fohlenplacken – in Neuhaus im Solling                                                         |
| K 51 | L 550 in Holzminden – Landesgrenze – (K 46 im Kreis Höxter, Nordrhein-Westfalen)                                     |
| K 52 | (K 63 im Kreis Höxter, Nordrhein-Westfalen) – Landesgrenze – L 549/L 550 in Boffzen                                  |
| K 53 | L 550 in Fürstenberg – Derental – K 54 – Kreisgrenze – (Landkreis Northeim)                                          |
| K 54 | L 550 in Meinbrexen – K 53 in Derental                                                                               |
| K 55 | Wasserzugangsstelle an der Weser – L 550                                                                             |
| K 56 | L 583 in Arholzen – K 47 in Schorborn                                                                                |
| K 57 | L 550 – K 50 |
| K 59 | K 35 – L 584 |
| K 60 | – Silberborn |
| K 62 | L 589 in Delligsen – Kaierde – Kreisgrenze – (K 666 im Landkreis Northeim)                                           |
| K 63 | (K 401 im Landkreis Hildesheim) – Kreisgrenze – in Ammensen                                                          |
| K 64 | L 584 in Bevern – Lobach – /L 583                                                                                    |
| K 71 | in Negenborn – L 581 in Stadtoldendorf                                                                               |
| K 81 | L 583 in Stadtoldendorf – Braak – L 580                                                                              |
| K 82 | L 583 – L 546 in Wangelnstedt                                                                                        |
| K 87 | L 428 – L 586 |
| K 97 | in Scharfoldendorf – L 484 in Holzen                                                                                 |